# آد توماس (رمان)
«آد توماس» (انگلیسی: Odd Thomas) رمانی مهیج از نویسندهٔ آمریکایی دین کونتز است که در سال ۲۰۰۳ منتشر شد.